# Tempest-Klasse
Die Tempest-Klasse war die zweite Baugruppe der britischen T-Klasse. Die sieben U-Boote wurden zwischen 1939 und 1942 gebaut und von der Royal Navy im Zweiten Weltkrieg eingesetzt. Das letzte Boot der Klasse wurde 1947 verschrottet.

## Baugeschichte und konstruktive Merkmale
siehe auch: Baugeschichte der T-Klasse und konstruktive Merkmale der T-Klasse
Mit Beginn des Zweiten Weltkrieges fielen die Beschränkungen der Londoner Flottenkonferenz. Die britische Marine beauftragte die Produktion eines weiteren Bauloses der T-Klasse. Die sieben neuen Einheiten waren baugleich mit den U-Booten des ersten Bauloses.
Die erste Einheit wurde schon im November 1939 auf Kiel gelegt. 1940 folgten sechs weitere Kiellegungen. 1941 wurden fünf und im Folgejahr zwei weitere Einheiten in Dienst gestellt.

### Bauwerften
siehe auch: Bauwerften der T-Klasse
Die U-Boote wurden auf drei verschiedenen Werften in England und Schottland gebaut.
| Bauwerft                                                             | Einheiten |
| -------------------------------------------------------------------- | --------- |
| Cammell Laird in Birkenhead (England)                                | 3         |
| Scotts Shipbuilding and Engineering Company in Greenock (Schottland) | 2         |
| Vickers-Armstrongs in Barrow-in-Furness (England)                    | 2         |
|                                                                      | 7         |

### Einheiten
siehe auch: Aktive Einheiten der T-Klasse
Die erste Einheit wurde im Mai 1941 der Marine zugeführt. Bis zum Ende des Jahres konnte der Bestand auf fünf Einheiten angehoben werden. 1942 wurden die beiden letzten Boote in Dienst gestellt. Demgegenüber standen aber drei Verluste. 1943 gingen zwei weitere U-Boote verloren, sodass die Royal Navy bei Kriegsende lediglich zwei Einheiten der Tempest-Klasse besaß, die 1947 verschrottet wurden. Die Übersicht stellt lediglich das Verhältnis zwischen Abgängen durch Unfall oder Feindeinwirkung und den Zugängen durch Neubauten dar. Werftaufenthalte zur Überholung oder Modernisierung werden nicht betrachtet. Demzufolge war die Anzahl der real einsatzfähigen U-Booten geringer.
| ▪ | 1. Januar    | 1939: | 0 |  | ▪ | 8. November | 1942: | 5 |
| ▪ | 1. Juli      | 1939: | 0 |  | ▪ | 1. Januar   | 1943: | 4 |
| ▪ | 1. September | 1939: | 0 |  | ▪ | 1. Juli     | 1943: | 3 |
| ▪ | 1. Januar    | 1940: | 0 |  | ▪ | 10. Juli    | 1943: | 3 |
| ▪ | 9. April     | 1940: | 0 |  | ▪ | 1. Januar   | 1944: | 2 |
| ▪ | 1. Juli      | 1940: | 0 |  | ▪ | 6. Juni     | 1944: | 2 |
| ▪ | 1. Januar    | 1941: | 0 |  | ▪ | 1. Juli     | 1944: | 2 |
| ▪ | 22. Juni     | 1941: | 1 |  | ▪ | 1. Januar   | 1945: | 2 |
| ▪ | 1. Juli      | 1941: | 1 |  | ▪ | 8. Mai      | 1945: | 2 |
| ▪ | 7. Dezember  | 1941: | 5 |  | ▪ | 1. Juli     | 1945: | 2 |
| ▪ | 1. Januar    | 1942: | 5 |  | ▪ | 15. August  | 1945: | 2 |
| ▪ | 1. Juli      | 1942: | 5 |  | ▪ | 1. Januar   | 1946: | 2 |

## Einsatzgeschichte
siehe auch: Einsatzgeschichte der T-Klasse und detaillierte Geschichte der T-Klasse
Zwischen 1941 und 1943 wurden die U-Boote hauptsächlich im Mittelmeer gegen die maritimen Nachschublinien der Achsenmächte eingesetzt, wobei fünf Boote durch U-Jäger oder Seeminen der italienischen Regia Marina verloren gingen.
Zu den spektakulärsten Einsätzen im Mittelmeer zählte die Operation Principal. Im Januar 1943 transportierte die Trooper gemeinsam mit dem Triton-Klasse-Boot Thunderbolt mehrere bemannte Torpedos des Typs Chariot vor den Hafen von Palermo. Die Minentaucher konnten den kurz zuvor in Dienst gestellten italienischen leichten Kreuzer Ulpio Traiano versenken.
Die Trusty wurde schon 1942 in den asiatischen Kriegsschauplatz beordert.
Im September 1943 war die Trasher an der Operation Source beteiligt, bei der das deutsche Schlachtschiff Tirpitz im norwegischen Altafjord durch britische Kleinst-U-Boote der X-Klasse schwer beschädigt wurde.
Nach den alliierten Landungen in Französisch-Nordafrika und den folgenden Siegen im afrikanischen Krieg und in Südeuropa wurden die beiden verbliebenen U-Boote nur noch in Asien eingesetzt.
Trasher und Trusty überstanden den Krieg und wurden 1947 verschrottet.

## Kampferfolge (Auswahl)
| Datum              | |
| ------------------ | --- |
| 17. Juli 1941      | Thrasher greift in der Biskaya vor San Sebastian das französische Fischfangfahrzeug Virgio Fidelis (129 BRT) mit Bordartillerie an und beschädigt es schwer. Die Virgo Fidelis strandet anschließend und wird als Totalverlust aufgegeben.                                                                                                  |
| 20. August 1941    | Thrasher versenkt vor Kap Malea (Griechenland) das griechische Segelschiff San Stefano mit dem Deckgeschütz. |
| 28. Oktober 1941   | Thrasher versenkt nordöstlich von Bengasi (Libyen) das italienische Segelschiff Esperia (384 BRT) mit Bordartillerie. |
| 25. November 1941  | Thrasher torpediert und versenkt 20 Seemeilen östlich von Brindisi (Italien) bei 40° 37′ N, 18° 27′ O den italienischen Frachter Attilio Deffenu (3510 BRT). |
| 30. Dezember 1941  | Thorn torpediert und versenkt fünf Seemeilen westlich von Kap Dukato bei 38° 35′ N, 10° 27′ O den deutschen Tanker Campina (3032 BRT). |
| 10. Januar 1942    | Thrasher torpediert und versenkt 35 Seemeilen nordöstlich von Kap Dukato (Griechenland) bei 38° 59′ N, 19° 59′ O den italienischen Frachter Fedora (5016 BRT). |
| 28. Januar 1942    | Thorn torpediert und versenkt vor Kap Planka (Jugoslawien) bei 43° 30′ N, 15° 55′ O den italienischen Tanker Ninuccia (4583 BRT). |
| 30. Januar 1942    | Thorn versenkt nahe Premantura (Jugoslawien) bei 44° 45′ N, 13° 56′ O das italienische U-Boot Medusa (599 ts). |
| 2. März 1942       | Turbulent versenkt im Thermaischen Golf die griechischen Segelschiffe Prodromos und Aghios Apostolos mit dem Deckgeschütz. |
| 3. März 1942       | Turbulent versenkt im Thermaischen Golf die griechischen Segelschiffe Aghios Yonizov, Evangelista und Aghios Dyonysios mit dem Deckgeschütz. |
| 5. März 1942       | Thorn versenkt vor der griechischen Insel Kefalonia das italienische Hilfspatrouillenboot AS 91 / Ottavia (259 BRT) mit dem Deckgeschütz. |
| 13. März 1942      | Turbulent versenkt mit Bordartillerie vor der griechischen Insel Mykonos das griechische Segelschiff Aghia Traio. |
| 7. April 1942      | Turbulent versenkt vor Kotor (Jugoslawien) den italienischen Frachter Rosa M. (271 BRT) mit dem Deckgeschütz. |
| 9. April 1942      | Thrasher torpediert und versenkt 20 Seemeilen west-süd-westlich von Bengasi bei 31° 49′ N, 19° 42′ O den italienischen Frachter Gala (1029 BRT). |
| 13. April 1942     | Thrasher torpediert und versenkt südwestlich von Bengasi bei 31° 26′ N, 18° 56′ O den deutschen Militärtransporter Atlas (2297 BRT). Im selben Seegebiet wird der italienische Schlepper Pilo 210 (30 BRT) mit Bordartillerie versenkt. |
| 14. April 1942     | Turbulent versenkt vor Šibenik (Jugoslawien) das italienische Segelschiff Franco (ca. 200 BRT) mit dem Deckgeschütz. |
| 16. April 1942     | Turbulent torpediert und versenkt vor Brindisi bei 40° 50′ N, 17° 37′ O den italienischen Frachter Delia (5406 BRT). |
| 14. Mai 1942       | Turbulent versenkt mit Bordartillerie 10 Seemeilen vor Apollonia (Griechenland) das italienische Segelschiff San Giusto (243 BRT). |
| 18. Mai 1942       | Turbulent torpediert und versenkt westlich von Bengasi bei 32° 47′ N, 18° 51′ O den italienischen Frachter Bolsena (2384 BRT). |
| 19. Mai 1942       | Thrasher torpediert und versenkt fünf Seemeilen nordwestlich von Monopoli (Italien) bei 41° 1′ N, 17° 16′ O den italienischen Frachter Penelope (1160 BRT). |
| 29. Mai 1942       | Turbulent torpediert und versenkt 70 Seemeilen nordwestlich von Bengasi bei 33° 7′ N, 19° 28′ O den italienischen Zerstörer Emanuelle Pessagno (1917 ts) und den italienischen Frachter Capo Arma (3172 BRT). |
| 4. Juni 1942       | Trusty torpediert und versenkt in der Malakkastraße bei 7° 14′ N, 98° 6′ O das japanische Frachtschiff Toyohashi Maru (7031 BRT). |
| 23. Juni 1942      | Thrasher torpediert und versenkt in der Großen Syrte bei 31° 53′ N, 16° 35′ O den italienischen Transporter Sant Antonio (1480 BRT). |
| 24. Juni 1942      | Turbulent torpediert und versenkt fünf Seemeilen westlich von Ghimenes in der Großen Syrte den italienischen Frachter Regulus (1085 BRT). |
| 29. Juni 1942      | Thrasher torpediert und versenkt nördlich von Tobruk (Libyen) bei 33° 30′ N, 23° 30′ O die italienische Sloop Diana (1568 BRT). |
| 3. August 1942     | Thorn torpediert und versenkt acht Seemeilen vor Sidi Sueicha (Libyen) den italienischen Transporter Monviso (5322 BRT). |
| 6. August 1942     | Turbulent zerstört vor Kap Bon (Tunesien) das Wrack des gestrandeten italienischen Zerstörers Strale (1225 ts) mit Torpedos. |
| 17. August 1942    | Turbulent torpediert und beschädigt 12 Seemeilen südwestlich von Pylos (Griechenland) bei 36° 35′ N, 21° 34′ O den italienischen Transporter Nino Bixio (7137 BRT). An Bord des italienischen Schiffes befinden sich ca. 2000 Kriegsgefangene, von denen über 300 bei dem Angriff den Tod finden.                                           |
| 19. August 1942    | Turbulent torpediert und beschädigt vor Andikythira (Griechenland) den italienischen Tanker Pozarica (7751 BRT). |
| 4. September 1942  | Thrasher torpediert und versenkt 40 Seemeilen nördlich von Tobruk bei 32° 44′ N, 24° 11′ O den italienischen Frachter Padenna (1589 BRT). |
| 5. September 1942  | Traveller torpediert und versenkt 15 Seemeilen vor Ras-El-Tin (Libyen) den italienischen Frachter Albachiara (1245 BRT). |
| 8. Oktober 1942    | Turbulent versenkt vor Ras al Hilal (Libyen) den deutschen Frachter Kreta (1013 BRT) mit dem Deckgeschütz. |
| 12. Oktober 1942   | Thrasher versenkt mit dem Deckgeschütz 15 Seemeilen östlich von Kap Drepano (Chalkidiki) bei 39° 56′ N, 24° 17′ O ein griechisches Segelschiff. |
| 13. Oktober 1942   | Thrasher versenkt 10 Seemeilen südwestlich von Kap Pinnes (Athos) bei 40° 1′ N, 24° 10′ O ein Segelschiff mit dem Deckgeschütz. |
| 19. Oktober 1942   | Thrasher versenkt vor Stampalia (Griechenland) bei 36° 43′ N, 26° 41′ O den italienischen Schlepper Roma (130 BRT) mit dem Deckgeschütz. |
| 20. Oktober 1942   | Thrasher torpediert und versenkt zwischen den griechischen Inseln Rhodos und Symi bei 36° 26′ N, 27° 54′ O den italienischen Frachter Lero (1980 BRT). |
| 11. November 1942  | Turbulent torpediert und versenkt 10 Seemeilen nordöstlich von Capo Carbonara (Sardinien) bei 39° 10′ N, 9° 39′ O den deutschen Hilfs-U-Boot-Tender Bengasi (1554 BRT). |
| 18. November 1942  | Trusty torpediert und beschädigt nahe Penang (Malaya) bei 6° 21′ N, 99° 5′ O den japanischen Truppentransporter Columbia Maru (5617 BRT). |
| 29. Dezember 1942  | Turbulent torpediert und versenkt östlich von Capo Ferrato (Sardinien) bei 39° 17′ N, 9° 41′ O den italienischen Frachter Marte (5290 BRT). |
| 3. Januar 1943     | Thunderbolt und Trooper transportieren mehrere bemannte Chariot-Torpedos vor den Hafen von Palermo, die dort den italienischen leichten Kreuzer Ulpio Traiano versenken. |
| 11. Januar 1943    | Turbulent torpediert und versenkt vor Kotor den italienischen Frachter Vittoria Beraldo (547 BRT). |
| 1. Februar 1943    | Turbulent torpediert und versenkt vor Kap San Vito (Sizilien) bei 38° 13′ N, 12° 50′ O den italienischen Frachter Pozzuoli (5345 BRT). |
| 5. Februar 1943    | Turbulent torpediert und versenkt vor Palermo (Sizilien) den italienischen Tanker Utilitas (5342 BRT). |
| 1. März 1943       | Turbulent versenkt vor Paola (Italien) den italienischen Frachter San Vincenzo (865 BRT). |
| 10. März 1943      | Trooper torpediert und versenkt vier Seemeilen vor Punta Milazzo (Sizilien) den italienischen Tanker Rosarion (5468 BRT). |
| 17. März 1943      | Trooper torpediert und versenkt südlich von Neapel (Italien) den italienischen Frachter Forli (1525 BRT, ex franz. Sebaa). |
| 29. Juli 1943      | Trooper torpediert und versenkt südlich der Straße von Otranto bei 39° 48′ N, 18° 43′ O das italienische Transport-U-Boot Pietro Micca (1371 ts). |
| 5. September 1943  | Trooper versenkt mit dem Deckgeschütz vor der griechischen Insel Skiathos ein Segelschiff. Die Trooper meldet die Beschädigung zweier weiterer gegnerischer Einheiten. |
| 23. September 1943 | Trasher und Truculent schleppen gemeinsam mit vier S-Klasse-U-Booten sechs Kleinst-U-Boote der X-Klasse vor den Altafjord in Nordnorwegen, wo im Rahmen der Operation Source die deutschen Großkampfschiffe Tirpitz und Scharnhorst vermint werden sollen. Die Tirpitz wurde schwer beschädigt und ist bis März 1944 nicht mehr fahrbereit. |
| Januar 1945        | Thrasher versenkt mit Bordartillerie vor der Westküste Siams 11 japanische Segelschiffe. |
| 16. März 1945      | Thrasher versenkt vor Birma ein japanisches Segelschiff mit dem Deckgeschütz. |
| 18. März 1945      | Thrasher versenkt vor der Westküste Birmas ein japanisches Segelschiff mit dem Deckgeschütz. |
| 19. März 1945      | Thrasher versenkt vor der Westküste Siams drei japanische Segelschiffe mit dem Deckgeschütz. |
| 22. Juni 1945      | Thrasher versenkt vor der Westküste Siams drei japanische Segelschiffe mit dem Deckgeschütz. |
| 25. Juli 1945      | Thrasher versenkt nördlich der Malakkastraße ein japanisches Segelschiff mit dem Deckgeschütz. |
| 27. Juli 1945      | Thrasher versenkt im nördlichen Teil der Malakkastraße vier japanische Küstenmotorschiffe und ein Segelschiff mit dem Deckgeschütz. |

## Verluste im Zweiten Weltkrieg
siehe auch: Verluste der T-Klasse
Im Zweiten Weltkrieg gingen von sieben in Dienst gestellten Einheiten fünf U-Boote der Tempest-Klasse durch Feindeinwirkung verloren.
| Boot      | Datum             | Bemerkung |
| --------- | ----------------- | --- |
| Tempest   | 13. Februar 1942  | Die Tempest wurde im Golf von Tarent von dem italienischen Torpedoboot Circe 30 Seemeilen nordöstlich von Crotone bei 39° 15′ N, 17° 45′ O mit Wasserbomben und Bordartillerie schwer beschädigt. Die Italiener versuchten, das treibende Wrack abzuschleppen. Das U-Boot sank aber während des Abtransportes. |
| Thorn     | 6. August 1942    | Die Thorn griff am 6. August 30 Seemeilen südwestlich von Gavdos bei 34° 25′ N, 22° 36′ O einen italienischen Geleitzug an. Das U-Boot wurde von einem Flugzeug entdeckt und angegriffen. Anschließend griff das italienische Torpedoboot Pegaso mehrfach mit Wasserbomben an, wodurch die abgetauchte Thorn wahrscheinlich versenkt wurde. Das U-Boot wurde am 11. August als vermisst erklärt. Es gab keine Überlebenden. |
| Traveller | 12. Dezember 1942 | Die Traveller verließ Malta am 28. November, um im Golf von Tarent zu patrouillieren. Außerdem sollte sie den Hafen von Tarent auskundschaften. Das U-Boot wurde am 12. Dezember als vermisst erklärt. Wahrscheinlich wurde die Traveller am 8. Dezember das Opfer eines Minentreffers. Es gab keine Überlebenden. |
| Turbulent | 12. März 1943     | Die Turbulent wird seit dem 23. März 1943 offiziell vermisst. Vermutlich wurde sie am 12. März bei La Maddalena von italienischen Torpedobooten mit Wasserbomben versenkt. Eine weitere Möglichkeit wäre ein Minentreffer. Die gesamte Besatzung fand den Tod. |
| Trooper   | 17. Oktober 1943  | Die Trooper verließ Beirut am 26. September, um vor dem Dodekanes in der Ägäis zu patrouillieren. Seitdem gab es keine Nachricht mehr von dem U-Boot. Die Trooper wurde am 17. Oktober als vermisst erklärt. Vermutlich lief sie bei Leros auf eine Seemine. Es gab keine Überlebenden. |

## Boote des Typs
Zwischen 1939 und 1942 wurden auf drei Werften sieben U-Boote des zweiten Bauloses der T-Klasse gebaut. Davon gingen zwischen 1942 und 1943 fünf Einheiten im Mittelmeer durch Feindeinwirkung verloren. Die restlichen zwei U-Boote wurden kurz nach Kriegsende außer Dienst gestellt und 1947 verschrottet.
| Thrasher | Thrasher                                         | Thrasher    | Thrasher          |
| --- | ------------------------------------------------ | ----------- | ----------------- |
| Bauwerft: | Cammell Laird (Birkenhead)                       | Nr:         | N37               |
| Kiellegung: | 14. November 1939                                | Stapellauf: | 28. November 1940 |
| Indienststellung: | 14. Mai 1941                                     | Dienstende: |                   |
| Die Thrasher wurde in der Nordsee und in Ostasien eingesetzt. Das U-Boot wurde nach Kriegsende außer Dienst gestellt und im März 1947 in Briton Ferry (Wales) verschrottet.       |                                                  |             |                   |
| Tempest |                                                  |             |                   |
| Bauwerft: | Cammell Laird (Birkenhead)                       | Nr.:        | N86               |
| Kiellegung: | 6. Januar 1940                                   | Stapellauf: | 10. Juni 1941     |
| Indienststellung: | 6. Dezember 1941                                 | Dienstende: | 13. Februar 1942  |
| Die Tempest wurde im Mittelmeer eingesetzt. Das U-Boot wurde schon nach drei Monaten Dienst von einem italienischen Torpedoboot versenkt.                                         |                                                  |             |                   |
| Traveller |                                                  |             |                   |
| Bauwerft: | Scotts Shipbuilding & Engineering Co. (Greenock) | Nr.:        | N48               |
| Kiellegung: | 17. Januar 1940                                  | Stapellauf: | 27. August 1941   |
| Indienststellung: | 10. April 1942                                   | Dienstende: | 12. Dezember 1942 |
| Die Traveller wurde im Mittelmeer eingesetzt. Das U-Boot wird seit Dezember 1942 vermisst.                                                                                        |                                                  |             |                   |
| Thorn |                                                  |             |                   |
| Bauwerft: | Cammell Laird (Birkenhead)                       | Nr.:        | N11               |
| Kiellegung: | 20. Januar 1940                                  | Stapellauf: | 18. März 1941     |
| Indienststellung: | 26. August 1941                                  | Dienstende: | 6. August 1942    |
| Die Thorn wurde im Mittelmeer eingesetzt. Das U-Boot wurde am 6. August 1942 bei Kreta von einem italienischen Torpedoboot versenkt.                                              |                                                  |             |                   |
| Trusty |                                                  |             |                   |
| Bauwerft: | Vickers-Armstrongs (Barrow in Furness)           | Nr.:        | N45               |
| Kiellegung: | 15. März 1940                                    | Stapellauf: | 14. März 1941     |
| Indienststellung: | 30. Juli 1941                                    | Dienstende: |                   |
| Die Trusty wurde im Mittelmeer und in Ostasien eingesetzt. Das U-Boot wurde im Januar 1947 als Schrott verkauft und im Juli 1947 in Milford Haven (Wales) abgewrackt.             |                                                  |             |                   |
| Turbulent |                                                  |             |                   |
| Bauwerft: | Vickers-Armstrongs (Barrow in Furness)           | Nr.:        | N98               |
| Kiellegung: | 15. März 1940                                    | Stapellauf: | 12. Mai 1941      |
| Indienststellung: | 2. Dezember 1941                                 | Dienstende: | 12. März 1943     |
| Die Turbulent wurde im Mittelmeer eingesetzt. Sie wird seit dem 23. März 1943 im Mittelmeer vermisst. Vermutlich wurde sie am 12. März 1943 von italienischen Schiffen versenkt.  |                                                  |             |                   |
| Trooper |                                                  |             |                   |
| Bauwerft: | Scotts Shipbuilding & Engineering Co. (Greenock) | Nr.:        | N91               |
| Kiellegung: | 7. Mai 1940                                      | Stapellauf: | 5. März 1942      |
| Indienststellung: | 29. August 1942                                  | Dienstende: | 17. Oktober 1943  |
| Die Trooper wurde im Mittelmeer eingesetzt. Sie wird seit dem 17. Oktober 1943 im Mittelmeer vermisst. Vermutlich wurde sie um den 10. Oktober durch einen Minentreffer versenkt. |                                                  |             |                   |